# Oberea moravica
Oberea moravica là một loài bọ cánh cứng trong họ Cerambycidae.